# Đàn tranh

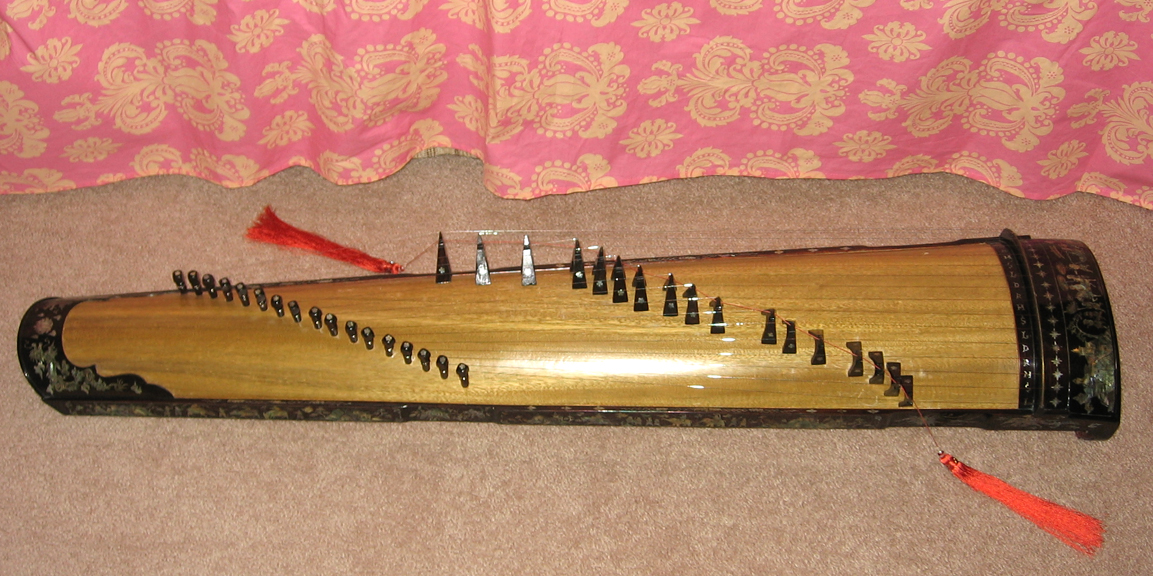
Đàn tranh

Đàn tranh (Hán Nôm: 彈箏) ist eine in Vietnam gespielte Wölbbrettzither. Sie ist kleiner als die chinesische guzheng und die japanische koto. Dementsprechend hoch ist auch der Klang des Instruments. Grundsätzlich lassen sich zwei Arten der Zithern in Asien unterscheiden: Zithern mit fester Stimmung und Zithern mit verschiebbaren Stegen unter den Saiten. Bei der đàn tranh sind die Stege ebenso wie bei der koto und der guzheng pyramidenförmig. Die sechzehn Saiten der đàn tranh sind pentatonisch gestimmt, etwa:
Do - Re - Fa - Sol - La - Do (I - II - IV - V - VI - VIII)
Die đàn tranh gilt wie die Laute đàn tỳ bà seit jeher als "vornehmes" Instrument, denn beide sollen direkt aus chinesischen Vorbildern hervorgegangen sein. Sie wurde schon am Hof in Huế in verschiedenen Ensembles eingesetzt und ist neben der đàn tỳ bà eines der ersten Instrumente, das über ein relativ umfangreiches Solo-Repertoire mittelvietnamesischer Musiktraditionen verfügt. Die chinesische guzheng und die đàn tranh unterscheiden sich jedoch erheblich. Die đàn tranh muss hinsichtlich der Beweglichkeit von Tonstufen, des Tonumfangs und der kontrastreichen Klanggebung anderen Ansprüchen genügen als die chinesische guzheng.

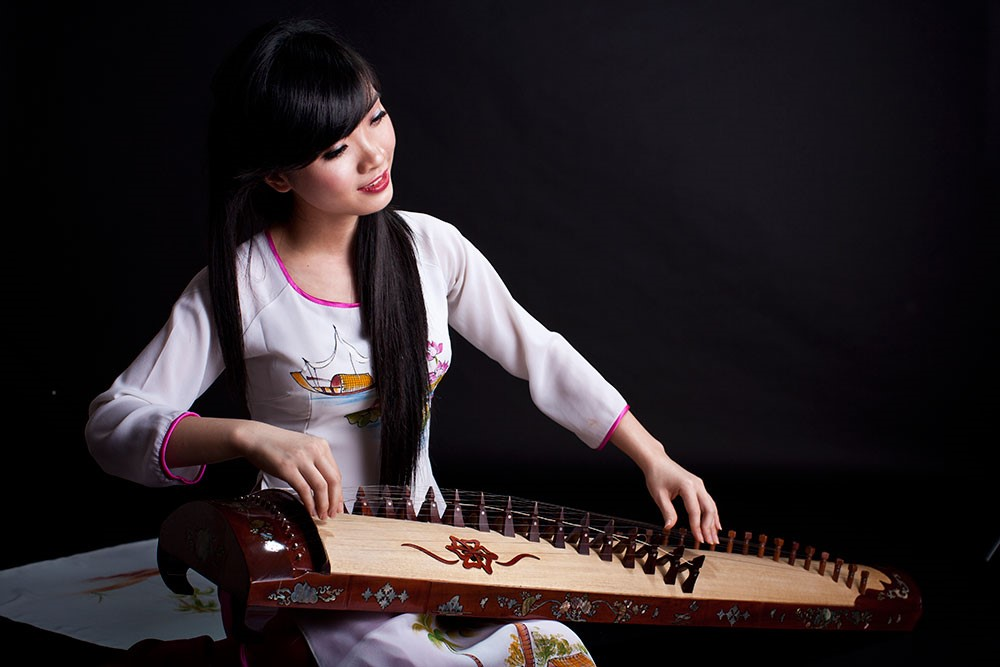
Đàn tranh

Beim Spiel der đàn tranh wird die Ausgestaltung der modalen Tonstufen bis in sehr feine, auf anderen Instrumenten nicht mehr realisierbare Details getrieben. Dies beginnt schon mit dem Stimmen der 16 Stahlsaiten. In der südvietnamesischen Ensemblemusik wird die đàn tranh auf vier verschiedene Arten gespielt. Häufig ist zu beobachten, dass auf die gewölbte Decke dicht am Steg und parallel zu ihm ein Papier- oder Samtstreifen geklebt wird, der mit den Tonstufennamen der Saitenstimmung dây bắc beschriftet ist. Benutzt der Spieler eine andere Saitenstimmung, "übersetzt" er die abweichenden Tonstufennamen oder schiebt einen anderen Streifen darunter. Auf diese Weise kann er sich leichter in den drei Registern Tiefe, Mitte und Höhe orientieren. 
Von großem Vorteil für eine subtile Gestaltung sind möglichst lange und stabile Fingernägel an Daumen und Zeigefinger der rechten Hand, ein Luxus den sich nur "vornehme" Leute oder Linkshänder leisten können. Ansonsten können die üblichen Ringplektren, vorzugsweise aus Schildpatt, benutzt werden, die allerdings die Qualität des gepflegten menschlichen Nagels nicht erreichen. Die linke Hand sollte nicht kalt und trocken sein, da sonst beim Abdrücken der Saiten sehr leicht Nebengeräusche entstehen. Doch diesen Fall schließt das gleichbleibend feuchtwarme Klima Südvietnams weitestgehend aus. Das Instrument spielt sich wie die meisten anderen Instrumente am besten im Schneidersitz, den "Kopf" wie ein Kind in den Schoß gebettet und etwas schräg nach links unten abfallend. Sichtwinkel und Bewegungsraum der Arme sind in dieser Haltung am günstigsten. All diese praktischen Einzelheiten, zu denen noch eine Reihe von Hinweisen zum Unterschied zwischen nord- und südvietnamesischer Handhabung gehören, sind übrigens feste Bestandteile meisterlicher Unterrichtslektionen und keineswegs zu vernachlässigen. Nach deren Beachtung wird nicht selten die Fachkenntnis eines Musikers bemessen. Sie scheinen offensichtlich viel mit der Qualität des Ergebnisses zu tun zu haben.
Im Spiel bilden die Techniken der rechten Hand mit denen der linken Hand eine Einheit. Sie werden mit wenigen Ausnahmen nicht getrennt geübt, denn das Verständnis für die klangliche Ausarbeitung der Tonstufen würde unter permanentem "Falschspielen", das die Folge einarmiger Anreißübungen wäre, erheblich leiden.
Die đàn tranh ist eines der wenigen Instrumente Vietnams, das auch solistisch gespielt wird. Allerdings ist die notierte Sololiteratur für đàn tranh nicht sehr alt, was wohl mit daran liegen mag, dass die đàn tranh selbst immer mehr in Vergessenheit geraten ist. Nur wenige Jugendliche engagieren sich noch für “alte” Musik, und so geht auch immer mehr Wissen verloren. Wenigstens bricht inzwischen das “Tabu” auf, dass dieses Instrument nur Frauen spielen dürfen - und durch spielfreudige Jungen und Männer zieht die đàn tranh langsam wieder in mehr Haushalte in Vietnam ein.